# ジャンルカ・フラボッタ
ジャンルカ・フラボッタ（イタリア語: Gianluca Frabotta、1999年6月24日 - ）は、イタリア・ローマ出身のサッカー選手。ウェスト・ブロムウィッチ・アルビオンFC所属。ポジションはディフェンダー。

## 経歴
ボローニャFC下部組織出身で、レンタル先のACレナーテでセリエCデビューを果たした。
2019年8月6日、ユヴェントスFCのリザーブチームであるU-23ユヴェントスFCへ移籍した。
2020年8月1日、セリエAのASローマ戦でトップチームで初出場した。
2020-2021シーズンでは、Bチーム所属ながら開幕節のUCサンプドリア戦でスタメンに抜擢された。
2021年7月30日、エラス・ヴェローナFCに1年間のレンタルで移籍することが発表された。この取り引きには買い取りオプションと買い戻しオプションが付随する。
2022年6月28日、USレッチェへのレンタル移籍が発表。
2023年8月27日、買い取りオプション付きでSSCバーリへのレンタル移籍が発表された。2024年1月11日、バーリからコゼンツァ・カルチョへレンタル移籍先を変更したことが発表された。
2024年8月6日、ウェスト・ブロムウィッチ・アルビオンFCへの移籍が発表された。

## タイトル
ポルデノーネ・カルチョ
- セリエC  : ジローネB 1位

ユヴェントスFC
- セリエA  : 2019-20
- コッパ・イタリア： 2020-21
- スーペルコッパ・イタリアーナ：2020

U-23ユヴェントスFC
- コッパ・イタリア・セリエC  : 2019-20